# Deutsche Fußballmeisterschaft der A-Junioren 1995/96
Die deutsche Fußballmeisterschaft der A-Junioren 1996 war die 28. Auflage dieses Wettbewerbes. Borussia Dortmund errang durch einen 2:0-Sieg im Finale gegen Gastgeber SV Waldhof Mannheim ihre dritte Meisterschaft in Folge.

## Teilnehmende Mannschaften
An der A-Jugendmeisterschaft nahmen die acht Qualifikanten der fünf Regionalverbände teil.
| Regionalverband Nord                                 | Regionalverband West                                                   | Regionalverband Südwest         | Regionalverband Süd                                       | Regionalverband Nordost         |
| ---------------------------------------------------- | ---------------------------------------------------------------------- | ------------------------------- | --------------------------------------------------------- | ------------------------------- |
| - Bremen: Werder Bremen - Niedersachsen: Hannover 96 | - Westfalen: Borussia Dortmund - Niederrhein: Borussia Mönchengladbach | - Südwest: 1. FC Kaiserslautern | - Baden: SV Waldhof Mannheim - Württemberg: VfB Stuttgart | - Thüringen: FC Carl Zeiss Jena |

## Viertelfinale
Hinspiele: So 16.06. Rückspiele: So 23.06.
|                          | Gesamt |                      | Hinspiel | Rückspiel |
| ------------------------ | ------ | -------------------- | -------- | --------- |
| VfB Stuttgart            | 4:1    | 1. FC Kaiserslautern | 2:0      | 2:1       |
| Borussia Mönchengladbach | 2:3    | Borussia Dortmund    | 1:2      | 1:1       |
| SV Werder Bremen         | 3:0    | Hannover 96          | 1:0      | 2:0       |
| FC Carl Zeiss Jena       | 0:2    | SV Waldhof Mannheim  | 0:0      | 0:2       |

## Halbfinale
Hinspiele: Mi 26.06. Rückspiele: So 30.06.
|                  | Gesamt          |                     | Hinspiel | Rückspiel |
| ---------------- | --------------- | ------------------- | -------- | --------- |
| VfB Stuttgart    | 1:8             | Borussia Dortmund   | 1:1      | 0:7       |
| SV Werder Bremen | 2:2 (5:6 i. E.) | SV Waldhof Mannheim | 1:1      | 1:1       |

## Finale
| SV Waldhof Mannheim                                                  | SV Waldhof Mannheim | Borussia Dortmund | Borussia Dortmund |
| -------------------------------------------------------------------- | --- | --- | ----------------- |
| SV Waldhof Mannheim                                                  | \| Sonntag, 7. Juli 1996 um 11:00 Uhr in Mannheim (Stadion am Alsenweg) \| \| Ergebnis: 0:2 (0:1) \| \| Zuschauer: 7.200 \| \| Schiedsrichter: Hans Scheuerer (München) \| | \| Sonntag, 7. Juli 1996 um 11:00 Uhr in Mannheim (Stadion am Alsenweg) \| \| Ergebnis: 0:2 (0:1) \| \| Zuschauer: 7.200 \| \| Schiedsrichter: Hans Scheuerer (München) \| | Borussia Dortmund |
| SV Waldhof Mannheim                                                  | Sven Jenner – Marko Cacik (84. Dennis Ungewitter) – Benjamin Sigmund, Gregor Kapitza – Claude Brancourt, Sven Hellmeier (72. Patrick Bourabha), Stefano di Simone (62. Christian Haas), Tommaso Fontana (46. Ronnie Schrinner), Atilla Birlik – Soner Uysal, Oliver Dörrschuck Cheftrainer: Roland Dickgießer | Matthias Kleinsteiber – Devrim Kalayci – Benjamin Knoche, Deniz Sahin – Klaus Voike (89. Thorsten Hunger), Erdal Eraslan, Christian Timm, Wladimir But, Dennis Vogt (90. Niko Savvidis) – Arek Grad (79. Peter Cichon), Cetin Güner (60. Thomas Piorunek) Cheftrainer: Michael Skibbe | Borussia Dortmund |
| SV Waldhof Mannheim                                                  | 0:1 Benjamin Knoche (2.) 0:2 Deniz Sahin (55.) | | Borussia Dortmund |
| SV Waldhof Mannheim                                                  | Vogt | | Borussia Dortmund |
| Sonntag, 7. Juli 1996 um 11:00 Uhr in Mannheim (Stadion am Alsenweg) | | |                   |
| Ergebnis: 0:2 (0:1)                                                  | | |                   |
| Zuschauer: 7.200                                                     | | |                   |
| Schiedsrichter: Hans Scheuerer (München)                             | | |                   |